# Merak Music
La Merak Music è stata una etichetta discografica italiana attiva a partire dal 1984 fino al 2009. Il logo iniziale era costituito dalle parole Merak e Music in colore verde, e caratteri stampatello di fastasia, sovrapposte su uno sfondo reticolato.

## Storia della Merak Music
L'etichetta venne creata da Roberto Gasparini, un dj che nel 1979 aveva aperto, a Milano, un negozio di dischi con lo stesso nome, pensato per rivendere alle radio libere ed alle discoteche i dischi d'importazione, soprattutto di genere disco. Attraverso tale attività, Merak Music iniziò - nel 1983 - ad essere anche una vera e propria etichetta per produrre nuovi artisti, e stampare su licenza emergenti stranieri, ancora senza contratto. La Merak venne ben presto ad associarsi, per la distribuzione dei dischi, alla  Panarecord Dischi, fondata nel 1974 da Sergio De Gennaro. 
Nel corso del decennio sostituì progressivamente, nei cataloghi, la gemella F1 Team, fondata nel 1978 e definitivamente accantonata nel 1986. Entrambe avevano sede ed uffici in Milano, in via De Amicis al numero 28.
Il primo disco pubblicato, nel 1983, fu The Night di Valerie Dore, progetto dietro al quale si celavano diversi artisti: da Dora Carofiglio, Lino Nicolosi, Rossana Nicolosi, fino a Monica Stucchi.
Fra gli artisti posti sotto contratto, Alba Parietti, Amanda Lear, Den Arrow. Con gli anni novanta, acquisita la Panarecord da parte della RCA, la Merak limitò il proprio ruolo a quello di etichetta, mentre la distribuzione fu ceduta alle major. Ad esempio, artisti quali Enrico Ruggeri vennero distribuiti dalla CGD, mentre nel 2000 vennero prodotti Matì - distribuita dalla Sony Music e dalla Columbia, e Dario Gay, il cui disco - con codice MRK 2001, pubblicato nel 2001 - risulta l'ultimo a catalogo.
Fino al 2009 il marchio è stato saltuariamente utilizzato per ristampe o sui dischi di artisti sotto contratto con la stessa.

## I dischi pubblicati
Il catalogo della Merak, fra license, modifiche, e numerazioni frammentarie, non risulta omogeneo. Per questo motivo, si rimanda ad una raccolta esterna.